# Lee Dong-nyoung
Lee „Leenock“ Dong-nyoung (* 1. April 1995) ist ein professioneller südkoreanischer E-Sportler in den Computerspielen StarCraft II (bis 2021) und Age of Empires IV (seit 2021).

## Werdegang
In Korea trat Leenock schon Anfang des Jahres 2011 mehrfach in Erscheinung, konnte dabei aber keine großen Turnier-Siege für sich verbuchen, sondern lediglich überraschend einige bekannte Spieler besiegen.
So war es für den Großteil der E-Sport-Szene eine große Überraschung, als Leenock auf der 2011 MLG National Championship in Providence plötzlich aus den Open Brackets empor stieg und immer zahlreichere der geladenen und bekannten Spieler besiegte. Die Überraschung der E-Sport Fans war sogar so groß, dass Lee Dong-nyoung alias Leenock an diesem Abend sogar ein weltweiter Twitter Trend war.
Letztlich konnte sich Leenock sogar ins Finale spielen, wobei er zuerst Park "DongRaeGu" Soo-ho in einer Extended Series besiegen konnte und dann auch mit demselben Nachteil in das Spiel gegen Johan "NaNiwa" Lucchesi ging. Doch auch NaNiwa konnte an diesem Tag nichts gegen den jungen Leenock ausrichten, der sich zu einem 50.000-US-Dollar-Preisgeld und zu plötzlicher weltweiter Aufmerksamkeit in der E-Sport-Szene spielte. Im anschließenden Interview wurden sogar Vergleiche zu dem legendären StarCraft-Broodwar-Spieler Lee "Flash" Young-ho gezogen. Dieser Sieg der MLG brachte Leenock auch wieder zurück in Code S, die höchste Liga in Südkorea. Kurz darauf schaffte er es auch dort ins Finale, wo er jedoch Jung "jjakji" Ji-hoon mit 2:4 unterlag.
2012 gewann er mit der MLG Summer Championship, dem World e-Sports Masters und der IGN ProLeague Season 5 gleich drei hochdotierte Turniere. Nach seinem Sieg bei der DreamHack Stockholm im April 2013 konnte er in der Folge allerdings immer weniger an die Erfolge der vergangenen eineinhalb Jahre anschließen, gehört jedoch mit fast 300.000 US-Dollar gewonnenem Karriere-Preisgeld immer noch zu den erfolgreichsten 50 StarCraft-2-Spielern insgesamt (Stand: Mai 2022).
2019 unterbrach er seine Karriere zwischenzeitlich um den in Südkorea verpflichtenden Wehrdienst zu leisten. Ende 2021 wechselte er schließlich von StarCraft 2 zu Age of Empires IV.

## Große Turnier-Erfolge
| Jahr                 | Turnier                              | Platz          | Preisgeld      |
| in StarCraft 2       | in StarCraft 2                       | in StarCraft 2 | in StarCraft 2 |
| -------------------- | ------------------------------------ | -------------- | -------------- |
| 2011                 | MLG Providence National Championship | 1. Platz       | 50.000 $       |
| 2011                 | GSL November Code S                  | 2. Platz       | 17.820 $       |
| 2012                 | MLG Summer Championship              | 1. Platz       | 25.000 $       |
| 2012                 | World e-Sports Masters 2012          | 1. Platz       | 12.000 $       |
| 2012                 | MLG Fall Championship                | 2. Platz       | 15.000 $       |
| 2012                 | IGN ProLeague Season 5               | 1. Platz       | 40.000 $       |
| 2012                 | GSL Blizzard Cup                     | 3. Platz       | 04.650 $       |
| 2013                 | DreamHack Stockholm                  | 1. Platz       | 09.240 $       |
| 2014                 | DreamHack Valencia                   | 3./4. Platz    | 03.000 $       |
| 2018                 | GSL Season 3 2018                    | 5.–8. Platz    | 04.690 $       |
| in Age of Empires IV |                                      |                |                |
| 2022                 | N4C LAN Berlin                       | 2. Platz       | 20.000 $       |